# Maść (farmaceutyka)

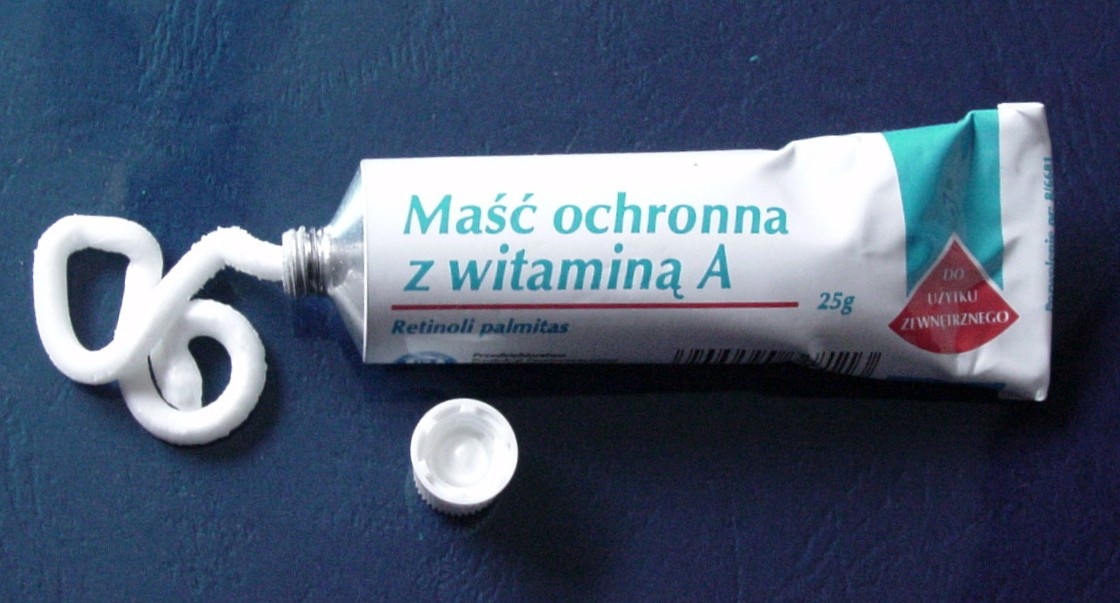
Maść zawierająca palmitynian retinolu, na podłożu wazelinowym

Maść (łac. unguentum) – półstała postać leku przeznaczona wyłącznie do użytku zewnętrznego. 
Może być stosowana na skórę, błony śluzowe oczu, uszu, nosa, odbytu, pochwy. Składa się z substancji leczniczej, która jest rozpuszczona, zemulgowana lub zdyspergowana w substancji zwanej podłożem. Maści mają postać i konsystencję umożliwiającą rozsmarowywanie oraz zapewniającą odpowiednią przyczepność. Powinny mieć jednorodny wygląd w całej swojej objętości. Mogą działać miejscowo, czyli tylko na naskórek, albo ogólnoustrojowo (gdy substancja lecznicza dostaje się do krwi). 
Maści produkowane na skalę przemysłową są zazwyczaj pakowane w metalowe lub plastikowe tubki, umożliwiające łatwe i precyzyjne dozowanie. Maści sporządzane w aptekach są najczęściej pakowane w plastikowe pojemniki lub walcowate pudełeczka. 

## Rodzaje maści

### Podział maści ze względu na miejsce działania
- maści działające na naskórek to maści epidermalne:
  - maści przeciwgrzybicze z klotrimazolem
  - maści antyseptyczne z chloroheksydyną
  - maści przeciwbakteryjne z antybiotykami
  - maści o działaniu ściągającym i wysuszającym z tlenkiem cynku lub zawierające garbniki
  - maści keratolityczne z kwasem salicylowym
- maści przenikające do skóry właściwej to maści endodermalne
  - maści sterydowe, na przykład z hydrokortyzonem, flumetazonem, triamcynolonem
- maści działające na warstwy położone bezpośrednio pod skórą, na przykład mięśnie, to maści diadermalne
  - maści przeciwbólowe i przeciwzapalne, zawierające ibuprofen, diklofenak, indometacynę, naproksen i inne leki z grupy niesteroidowych leków przeciwzapalnych
- maści, których substancja lecznicza dociera do naczyń krwionośnych i uwalnia się do krążenia ogólnego to maści transdermalne. Dla tego rodzaju maści powinno się wykonywać badania dostępności biologicznej.
  - maści z lekami nasercowymi, na przykład nitrogliceryną
  - maści z hormonami płciowymi, stosowane między innymi w łagodzeniu objawów menopauzy

### Podział maści ze względu na postać fizykochemiczną
- maści roztwory – maści, w których substancja lecznicza rozpuszcza się w podłożu. W maściach tego typu substancja lecznicza może być rozpuszczona w podłożu hydrofobowym lub hydrofilowym. Lek musi tworzyć z podłożem roztwór nienasycony, tak, żeby nie wytrącał się osad podczas przechowywania maści w niższej temperaturze. W przypadku hydrofobowych maści roztworów, substancję leczniczą rozpuszcza się w stopionym podłożu, natomiast maści hydrofilowe sporządza się przez rozpuszczenie leku w wodzie, a następnie łączy z pozostałymi składnikami podłoża.
  - maść z mentolem
  - maść z tymolem
  - maść z salicylanem metylu
  - maść z kwasem salicylowym uprzednio rozpuszczonym w oleju rycynowym
  - maść z nitrofurazonem
  - maść kamforową
  - maść majerankową
  - maść tranową
  - maść cholesterolową
- Maści emulsje (kremy) – maści, w których skład wchodzi kilka substancji niemieszających się ze sobą, połączonych w emulsję stabilizowaną emulgatorem. Emulsja jest najczęściej tworzona przez składniki podłoża, a substancja lecznicza jest rozpuszczana w fazie wodnej lub olejowej. W lecznictwie używa się zarówno emulsji typu olej/woda jak i woda/olej. Najstabilniejsze emulsje otrzymuje się, łącząc składniki na ciepło i energicznie mieszając. Faza wodna w kremach powinna zawierać konserwanty.
  - maść z roztworem kwasu bornego
  - maść z roztworem chlorowodorku efedryny
  - maść z roztworem jodku potasu

Postać maści emulsji mają też na ogół kremy pielęgnacyjne. Kosmetyki produkowane w tej formie różnią się od leków stosowanymi emulgatorami (do użytku w przemyśle kosmetycznym dopuszczonych jest więcej substancji emulgujących) oraz zawartością innych substancji pomocniczych. 
- maści zawiesiny – maści zawierające substancje stałe, nierozpuszczalne w żadnym składniku podłoża. Układy takie są zawsze co najmniej dwufazowe (jeśli podłoże jest jednolite stanowi jedną fazę, a substancja zawieszona – drugą). Możliwe jest również zawieszenie substancji stałej w podłożu emulsyjnym i wtedy tworzy się układ wielofazowy. Jeśli substancja stała stanowi więcej niż 40% masy maści, to taką maść nazywamy pastą. Produkcja maści-zawiesin polega na ucieraniu bardzo miałko sproszkowanej substancji czynnej (wielkość cząstek nie powinna przekraczać 90μm) z podłożem. Korzystne, choć nie konieczne, jest homogenizowanie otrzymanego preparatu. Jeszcze mniejsze, zmikronizowane cząstki substancji leczniczej można uzyskać przez wytrącenie jej w postaci osadu bezpośrednio przed zmieszaniem z podłożem. Maść otrzymana w ten sposób nazywa się maścią precypitacyjną (strąceniową). Maści zawiesiny są najczęściej sporządzanymi maściami.
  - maść borna
  - maść z tlenkiem cynku
  - maść z zasadowym galusanem bizmutu
  - maść salicylowa
  - maść siarkowa
  - maść pięciornikowa złożona
  - maść rtęciowa biała (przykład maści precypitacyjnej)

### Podział maści ze względu na zastosowane podłoże maściowe (wedługfarmakopeiVI)
- maści
  - maści na podłożach hydrofobowych
  - maści na podłożach absorpcyjnych
  - maści na podłożach hydrofilowych
- kremy (emulsje)
  - kremy hydrofobowe – emulsje typu woda–olej
  - kremy hydrofilowe – emulsje typu olej–woda.
- żele
  - hydrożele
  - oleożele (żele hydrofobowe)

Zobacz więcej w sekcji: podłoża maściowe

## Skuteczność maści
O skuteczności maści, jako postaci leku, decydują w głównej mierze dwa parametry: dostępność farmaceutyczna i dostępność biologiczna. Jeśli maść ma wywierać określone działanie farmakologiczne, substancja czynna musi się z niej najpierw uwolnić. Szybkość i stopień uwalniania się substancji leczniczej z maści określa dostępność farmaceutyczna. Natomiast wchłanianie uwolnionej wcześniej i rozpuszczonej substancji leczniczej, określa dostępność biologiczna.

### Uwalnianie substancji czynnej
Badania dostępności farmaceutycznej maści polegają na ocenie zdolności dyfuzji substancji leczniczej z podłoża, do wody lub odpowiedniego roztworu (płynu akceptorowego), przez membranę.
Na dostępność farmaceutyczną maści wpływają:
- rodzaj podłoża. W warunkach badania (in vitro) substancje czynne uwalniają się lepiej z podłoży hydrofilnych, natomiast w warunkach naturalnych (in vivo) bardziej dostępne farmaceutycznie i biologicznie okazują się często maści na podłożach lipofilnych. Nie ma jednak prostej korelacji między rodzajem podłoża a stopniem i szybkością uwalniania leku.
- rozpuszczalność substancji leczniczej w podłożu i w płynie akceptorowym
- współczynnik podziału podłoże–płyn akceptorowy substancji leczniczej
- stopień rozdrobnienia substancji leczniczej – im większy, tym szybsze uwalnianie
- lepkość podłoża
- zastosowane substancje pomocnicze – na przykład związki powierzchniowo czynne zwiększają i przyśpieszają uwalnianie
- przenikalność substancji leczniczej przez błony biologiczne

### Wchłanianie substancji czynnej
Aby substancja czynna mogła dostać się do organizmu przez skórę, musi pokonać barierę, jaką skóra stanowi. Może się to odbywać zasadniczo na dwa sposoby: drogą transepidermalną lub drogą transfolikularną. Droga transepidermalna polega na przenikaniu substancji pomiędzy komórkami naskórka. Droga taka jest osiągalna tylko dla cząsteczek lipofilnych, mogących rozpuszczać się w lipidach wypełniających przestrzenie międzykomórkowe w naskórku. Drogą transfolikularną, czyli przez przydatki skóry, takie jak: mieszki włosowe, gruczoły potowe i łojowe mogą się przedostawać również substancje hydrofilne. Ten sposób przenikania jest szybszy, jednak ma mniejsze znaczenie, gdyż przydatki stanowią jedynie 0,1% powierzchni skóry. Ponadto, przenikanie tą droga jest utrudnione ze względu na wypływający, w kierunku przeciwnym do wchłaniania, łój i pot.
Na szybkość przenikania przez skórę mają wpływ następujące czynniki:
- właściwości substancji leczniczej
  - hydrofobowość/hydrofilowość
  - masa cząsteczkowa
  - ładunek, zdolność dysocjacji

Najłatwiej i najszybciej przenikają przez skórę małe cząsteczki lipofilne. Cząsteczki obdarzone ładunkiem elektrycznym (np. jony) penetrują skórę w bardzo niewielkim stopniu.
- właściwości podłoża maściowego

Wpływ podłoża na szybkość i stopień wchłaniania leku jest uzależniony od właściwości samej substancji leczniczej. Z reguły lepszą dostępność mają maści na podłożach lipofilnych, jednak nie ma prostej korelacji między rodzajem podłoża a stopniem i szybkością uwalniania leku. Na przykład substancje lipofilne często lepiej wchłaniają się z podłoży hydrofilnych.
- stan skóry i wiek pacjenta

Przepuszczalność ludzkiej skóry jest różna w różnym wieku. Zasadniczo im młodsza osoba, tym bardziej przepuszczalna jest skóra. Fakt ten, gdy nie jest uwzględniany przy podawaniu leków na skórę, może być przyczyną zagrożenia zdrowia, a nawet życia pacjenta w wyniku przedawkowania leków. Należy więc być bardzo ostrożnym w podawaniu leków przezskórnych dzieciom, a szczególnie niemowlętom. Niebezpieczne może być nawet użycie alkoholu do odkażenia np. miejsca wstrzyknięcia szczepionki, gdyż część etanolu może zostać wchłonięta do krwi dziecka. Również choroby dermatologiczne mogą zmieniać przepuszczalność skóry.
- obecność promotorów wchłaniania i innych substancji pomocniczych

Niektóre substancje dodane do maści powodują zwiększanie wchłaniania leku. Substancje te nazywa się promotorami wchłaniania. Funkcję taką mogą pełnić etanol, kwas olejowy, glikol propylenowy, terpeny, mocznik i inne. Ich działanie polega na modyfikowaniu organizacji warstwy lipidowej naskórka, dzięki czemu ułatwiona jest dyfuzja substancji leczniczej. Zmiany wprowadzane przez promotory wchłaniania są odwracalne.
Innym rodzajem substancji zwiększającej wchłanianie są olejki eteryczne, których działanie polega na drażnieniu skóry. Drażnienie powoduje przekrwienie w miejscu podania, dzięki któremu substancja lecznicza może być efektywniej wchłaniana.

## Właściwościreologicznemaści
Maści, podobnie jak wszystkie ciała płynne i półpłynne, odkształcają się pod wpływem przyłożonej siły. Siła ta nazywa się naprężeniem ścinającym, opór jaki stawia badana substancja to tarcie wewnętrzne lub lepkość dynamiczna. Maści zaczynają płynąć dopiero po przekroczeniu pewnej krytycznej wartości przyłożonej siły. Taka graniczna wartość naprężenia ścinającego jest nazywana granicą płynięcia. Lepkość maści (w przeciwieństwie do lepkości cieczy) nie jest stała w danej temperaturze, ale zmniejsza się, w miarę wzrostu naprężenia ścinającego.

## Wymagania jakościowe stawiane maściom

### Konsystencja maści
Maści powinny charakteryzować się odpowiednio miękką konsystencją, umożliwiającą wyciskanie z tuby, rozsmarowywanie na skórze i jednocześnie dobre przyleganie do skóry. Parametry ułatwiające charakteryzację konsystencji to między innymi: spoistość, rozsmarowywalność, przyczepność do skóry, gęstość i lepkość. Najprostszym sposobem badania konsystencji maści jest test wyciskania z tuby. Polega on na określeniu ilości maści, wydostającej się z tuby pod wpływem znanego, znormalizowanego obciążenia. Rozsmarowywalność maści bada się mierząc powierzchnię, jaką zajmie maść, pod naciskiem odważnika o znormalizowanej masie.

### Czystość mikrobiologiczna
Wymagania czystości mikrobiologicznej maści są różne, w zależności od miejsca, w jakim maść ma być stosowana:
- Maści do oczu oraz maści stosowane na otwarte rany muszą być jałowe[1]. Sporządza się je najczęściej z jałowych składników, w warunkach aseptycznych.
- Maści stosowane na skórę i błony śluzowe nie powinny zawierać więcej niż 100 bakterii i 100 grzybów w 1 gramie lub mililitrze leku, więcej niż 10 bakterii z rodziny Enterobacteriaceae i innych pałeczek Gram-ujemnych. Maści nie mogą zawierać drobnoustrojów z gatunków Pseudomonas aeruginosa, Staphylococcus aureus oraz gatunków z rodzaju Clostridium[1].

### Wielkość cząstek stałych
Substancje stałe zawarte w maściach powinny być bardzo miałko sproszkowane lub zmikronizowane. Żadna cząstka nie powinna mieć średnicy większej niż 90 μm.

## Podłoża maściowe
Podłożem maści nazywamy ten jej składnik bądź składniki, które nadają maści jej półstałą postać, stanowią środowisko, w którym umieszczone są substancje lecznicze. Podłożami maściowymi mogą być substancje o odpowiedniej konsystencji, dobrze rozsmarowujące się, niewchodzące w reakcje z rozproszonymi w nich lekami. Podłoże nie powinno wywierać własnego działania farmakologicznego.

### Podział i przykłady

#### Podłożalipofilne
- mieszaniny węglowodorów. Mieszaniny używane do formowania maści zawierają 10%–30% węglowodorów stałych.
  - parafina
  - wazelina
- oleożel polietylenowy (plastibase) – parafina ciekła żelowana polietylenem
- tłuszcze naturalne
  - tłuszcze roślinne. Nie stanowią samodzielnego podłoża maściowego, ale są używane jako składniki podłoży.
    - olej rzepakowy
    - oliwa z oliwek
    - olej arachidowy
    - olej migdałowy
    - olej sojowy
    - olej słonecznikowy

  - tłuszcze zwierzęce
    - smalec wieprzowy
    - tran
- inne składniki podłoży lipofilowych
  - mirystynian izopropylu
  - palmitynian izopropylu
  - silikony (np. dimetikon)

#### Podłoża absorpcyjne, bezwodne
Podłoża tego typu stanowią układy jednofazowe, złożone najczęściej z kilku mieszających się ze sobą składników – substancji lipofilowej, na przykład wazeliny, oraz emulgatora. Podłoża takie tworzą emulsję z wodą i służą do formowania kremów. Przykładami podłoży tego typu są:
- lanolina
- mieszaniny zawierające lanolinę
  - maść prosta
  - maść miękka
- euceryna
- alkohole tłuszczowe
  - alkohol cetylowy
  - alkohol cetostearylowy (mieszanina alkoholu cetylowego i stearylowego)
  - cholesterol
  - maść cholesterolowa
- woski
  - wosk biały
  - wosk żółty
  - wazelina hydrofilowa
  - maść biała
  - olbrot
- maść monostearynianowa.

#### Podłoża absorpcyjne, uwodnione
- mieszanina wazeliny, lanoliny i wody

#### Kremy
- kremy hydrofobowe – to emulsje typu woda–olej, wytwarzane przez połączenie wody z podłożami absorpcyjnymi. Ilość wody, jaka może być zemulgowana, zależy od liczby wodnej użytego emulgatora.
- kremy hydrofilowe – to emulsje typu olej–woda, zawierające jeden lub kilka następujących emulgatorów: laurylosiarczan sodu, polisorbat, estry i etery makrogoli z kwasami lub alkoholami tłuszczowymi (np. Myryj, Brij). Zawartość fazy wodnej w tych podłożach może wynosić nawet 90%. Maści sporządzone na kremach hydrofilowych są wygodne w użyciu, gdyż łatwo się wchłaniają, nie pozostawiają tłustej warstwy na skórze i nie brudzą odzieży. Niektóre powodują uczucie chłodzenia, powstałe na skutek odparowywania wody z powierzchni skóry. Maści na takich podłożach powinny zawierać konserwanty, na przykład parabeny (estry kwasu p-hydroksybenzoesowego). Kremy powinno się także zabezpieczać przed wysychaniem.

#### Podłożahydrofilowe
Podłoża tego typu są rozpuszczalne w wodzie i nie zawierają fazy lipofilowej.
- hydrożele – składają się z wody i substancji żelujących, zarówno pochodzenia naturalnego jak i syntetyczne. Hydrożele są najlepszymi podłożami do maści stosowanych na błony śluzowe, do oczu, odbytnicy i na owłosioną skórę głowy. Są to podłoża łatwo zmywalne, przeźroczyste, niebrudzące. Maści z hydrożelami mogą działać wysuszająco na skórę – aby zapobiec szybkiemu wysychaniu dodaje się do nich glicerol lub glikol propylenowy. Ze względu na dużą zawartość wody, hydrożele są nietrwałe mikrobiologicznie i powinny być konserwowane. Często zawierają również etanol, stosowany w celu zwiększenia rozpuszczalności i ułatwienia wchłaniania niektórych substancji czynnych z leku.
  - hydrożele organiczne – roztwory polimerów organicznych w wodzie. Polimerami tymi mogą być: agar, tragakanta, alginiany, droksyetyloceluloza, hydroksyceluloza, hypromeloza, kwas poliakrylowy, alkohol poliwinylowy. Jedynie kwas poliakrylowy, po wyschnięciu, nie pozostawia na skórze błonki wysuszonego polimeru. 
    - maść glicerynowa

  - hydrożele nieorganiczne – substancje nieorganiczne, posiadające zdolność sieciowania i tworzenia struktury żelowej. Są zbliżone wyglądem i właściwościami do żeli organicznych. Jednak w przeciwieństwie do nich, nie pozostawiają, po wyschnięciu, błonki (filmu) na posmarowanym miejscu. Zamiast tego na skórze pozostaje niewielka warstwa krzemionki lub bentonitu, dająca wrażenie przypudrowania skóry.
    - krzemionka koloidalna
    - bentonit
- żele polioksyetylenowe (PEG) – podłoża te nie zawsze zawierają wodę. Stanowią mieszaninę makrogoli o różnych masach cząsteczkowych i zmieszanych w różnych proporcjach.
  - maść makrogolowa.